# Alexandre Dumond
Alexandre Edouard „Alex“ Dumond (* 7. August in Ottawa) ist ein kanadischer Biathlet.
Alexandre Dumond lebt in Kingston. Er hat einen Bachelor-Abschluss in Bewegungswissenschaften von der Queen’s University und arbeitet als Verkaufs-Repräsentant. Er startet seit 2005 für Biathlon Ontario, zuvor versuchte er sich bei der No. 51 Air Cadet Squadron in Ottawa in den Sportarten Fußball und Hockey.
Dumond startete bei den Nordamerika-Meisterschaften im Sommerbiathlon 2008 in Canmore teil und wurde auf Rollski 15. des Einzels sowie 18. des Sprints und der Verfolgung. Es folgten die Nordamerikanischen Meisterschaften im Biathlon 2009 in Valcartier, bei denen Dumond mit Dave Endleman und Alicia Hurley als Mixed-Staffel Ontarios 12. wurde. Er nahm an der Winter-Universiade 2009 in China teil und kam in Sprint, Verfolgung und Einzel unter die besten 40. Bei den Nordamerika-Meisterschaften im Sommerbiathlon 2010 wiederum in Canmore erreichte Dumond bei den Skiroller-Rennen den neunten Platz im Sprint und wurde Sechster der Verfolgung. Bei den Wettkämpfen im Crosslauf startete er trotz Meldung nicht im Sprint und war danach einziger Starter in der Verfolgung, die er somit gewann und Nordamerikameister wurde.